# Kalle Stropp, Grodan Boll och deras vänner
Kalle Stropp, Grodan Boll och deras vänner är en svensk film från 1956, baserad på radioserien Kalle Stropp och Grodan Boll. Manuset till filmen skrevs av Thomas Funck, och regissör var hans bror Hasse Funck.

## Handling
Handlingen kretsar kring de två "sotisarna" Sot och Tos, som till att börja med smiter in i ett bageri och stjäl Plåt-Niklas propeller. Men de nöjer sig inte med det.

## Skådespelare
- Erik Sjögren – Kalle Stropp
- Thor Zackrisson – Grodan Boll
- Sten Ardenstam – Plåt-Niklas
- Thore Segelström – Räven
- Tyyne Talvo Cramér – Papegojan
- John Starck – bagaren
- Ewert Ellman – Sot, sotis
- Stig Grybe – Tos, sotis
- Elsie Höök (krediterad som Elsie Ståhlberg) – Hönan och Gumman Kom-ihåg
- Rutger Nygren – Gubben Glömsk
- Sten Mattsson – Kapten
- Thomas Funck – sig själv och alla rösterna[2]

## Produktion
Filmen spelades in med djurkostymerade skådespelare. Dessutom trickfilmades (av Lasse Molén) delar av filmen med dockor.
Filmens samtliga röster dubbades av Thomas Funck (liksom i radioserierna), något som underlättades av att skådespelarna framträdde i maskering och djurkostym.
Filmen spelades in under 1956 i Europafilms ateljéer i Sundbyberg.

## Mottagande
Filmen var barntillåten vid den svenska premiären den 26 december 1956. "En god, välspelad, fantasifull och riktig barnfilm", ansåg recensenten Siv Widerberg i tidningen Arbetaren, och övriga kritiker i Stockholmspressen. Den tekniska lösning med sminkade och utklädda skådespelare och inslag av animation föll Svenska Dagbladets Eliza på läppen: "Men så är det ju verkligen iscensatt med den rätta fantasien och lekfullheten helt kongenialt med radioversionen". Medan Stockholms-Tidningen gläds åt de båda filmskurkarna: "Presentationen av de båda sotisarna gör bland annat säker filmeffekt."

## Utmärkelser
Tidningen Folket i Bild utsåg filmen till 1956 års bästa barnfilm.